# Agrofagi
Agrofagi – niepożądane organizmy szkodliwe dla roślin uprawnych, płodów rolnych i zwierząt gospodarskich. Zaliczają się do nich:
- chwasty,
- patogeny,
- szkodniki[2].

## Statystyki strat
Powodowane przez nie straty (zależnie od regionu, gatunku agrofaga i rośliny żywicielskiej) wynoszą średnio ok. 35% na świecie i ok. 15% w Polsce. W Polsce przeciętne ubytki plonów wynoszą: zboża – 12%, ziemniaki – 30–35%, rzepak ozimy – 15–18%, warzywa – 15%, a w sadownictwie – ok. 25%.

## Metody zwalczania
- biologiczne (biopreparaty),
- chemiczne (środki ochrony roślin),
- fizyczne (niska temperatura, światło, ultradźwięki, promieniowanie),
- integrowane (łączenie różnych metod w sposób wzajemnie się uzupełniający),
- mechaniczne (usuwanie mumii w sadach, opaski lepowe, pułapki, strachy, ręczny zbiór),
- profilaktyczne (kwarantanna, zabiegi agrotechniczne, hodowla odmian odpornych)[2].